# Акт про свободу друку (Швеція)

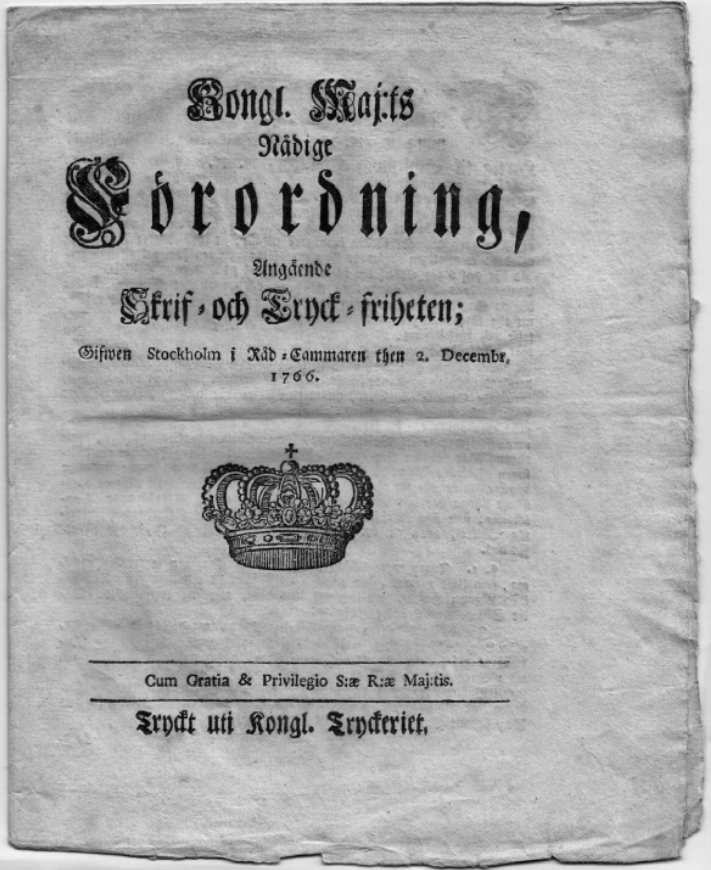
Титульна сторінка Акту про свободу друку 1766 року

Акт про свободу друку (швед. Tryckfrihetsförordningen) — один із чотирьох основоположних законів (швед. rikets grundlagar) Королівства Швеції, невід'ємна частина Конституції Швеції.
Документ регулює питання свободи преси та принципу доступу громадськості до офіційних документів. Акт про свободу друку, а також Основний закон про свободу висловлення поглядів (швед. Yttrandefrihetsgrundlagen) є одним із двох «основних медіа актів» у Швеції. Акт про свободу друку має своїм джерелом Акт про свободу друку 1766 року, який вважають першим на європейському континенті та у світі спеціальним законом про гарантії медійних свобод.